# Sprachliche Deprivation
Als sprachliche Deprivation (von lateinisch de-privare = berauben) bezeichnet man den Mangel an sprachlicher Stimulation bis hin zu einer vollständigen Isolation von sprachlichem Input über einen längeren Zeitraum in der Entwicklungsphase eines Kindes.

## Entwicklung
Von der Geburt bis zum Kleinkindalter gibt es eine massive Zunahme der Synapsen im menschlichen Gehirn. Diese Zeit wird als kritische Periode bezeichnet, weil es eine entscheidende Phase in der neuronalen Entwicklung ist. Unter dem Einfluss von Erfahrungen etablieren sich die anfangs im Überfluss angelegten neuronalen Verbindungen zu adaptiven neuronalen Schaltkreisen. Die nicht benötigten Synapsen werden „gelöscht“. Wenn in dieser entscheidenden Zeit die sprachliche Stimulation fehlt, können die für die Sprache wichtigen Systeme nicht aufgebaut werden und ein späterer Erwerb der Sprache ist nicht mehr vollständig möglich.

## Auswirkungen
Eine langjährige sprachliche Deprivation während der Entwicklung hat unterschiedliche Auswirkungen auf die verschiedenen linguistischen Module.

### Phonologie
In der kindlichen Entwicklung bilden sich bald phonologische Kategorien, und für die Muttersprache nicht benötigte Laute werden aus dem Lautinventar entfernt. Die Etablierung dieses für jede Sprache spezifischen Inventars ist die erste Stufe im Spracherwerb des Kindes. Die Lautäußerungen beginnen in der Lallphase, bei der Kinder die Laute und ihre Artikulation erproben. Die Laute sind eine Voraussetzung für den weiteren verbalen Spracherwerb, deswegen ist der Phonologieerwerb in der Entwicklung früher abgeschlossen als andere linguistische Module. Wenn in dieser Phase die sprachliche Stimulation fehlt ist ein erfolgreicher Phonologieerwerb ausgeschlossen. Der Artikulationsapparat und die Stimmbänder bleiben unterentwickelt durch die fehlenden Erfahrungen.

### Semantik/Lexikon
Der menschliche Wortschatz entwickelt sich laufend weiter, auch noch im Erwachsenenalter. (Vor allem im technischen Bereich gibt es ständig neue Entwicklungen, die neue Bezeichnungen erfordern.) Deswegen sind das Lexikon und die dazugehörige Semantik flexibler und auch nicht so altersgebunden wie die Phonologie. Der Wortschatz ist der Bereich, der sich nach sprachlicher Deprivation und trotz höherem Alter des Erwerbs am besten entwickelt.

### Syntax/Morphologie
Der Syntax- und Morphologieerwerb dauert einige Jahre, jedoch wird der Grundstein schon sehr früh gelegt. Kinder begreifen die Grundprinzipien ihrer Muttersprache, lang bevor sie anfangen, sie zu verwenden.
Beispielsweise erkennen sie, ob ihre Muttersprache eine Subjekt-Verb-Objekt-Stellung hat wie etwa im Englischen oder eine Subjekt-Objekt-Verb-Stellung wie z. B. im Türkischen, was man schon an den ersten 2- und 3-Wortsätzen eines Kindes erkennen kann. Wenn der sprachliche Input durch Bezugspersonen nicht vorhanden ist, können diese grammatischen Prinzipien nicht erworben werden.

## Fälle von sprachlicher Deprivation

### Extreme sprachliche Deprivation
Ein extremes Beispiel für sprachliche Deprivation sind sogenannte Wolfskinder, die von ihren Eltern ausgesetzt oder in einem Raum eingesperrt worden sind und von der Umwelt und somit von Sprache isoliert aufgewachsen sind. Bei solchen Fällen von Misshandlungen muss man berücksichtigen, dass diese Kinder auch unter sozialer Deprivation gelitten haben und neben den Sprachunterentwicklungen meistens auch psychische Störungen und kognitive Beeinträchtigungen aufweisen. In zwei Fällen, dem Fall von Genie und Isabelle, wurde die sprachliche Entwicklung nach der Befreiung ausführlich dokumentiert.
Genies Lautäußerungen waren anfangs nur sehr leise oder überhaupt flüsternd vorhanden. Auch nach einigen Jahren zeigte sie eine unterentwickelte Artikulation und hatte Schwierigkeiten, ihre Stimme zu kontrollieren.
Der Syntaxerwerb entwickelte sich nur langsam. Die 2-Wortphase, die normalerweise bis zu sechs Wochen dauert, hat bei ihr fünf Monate angehalten. Auch nach Jahren hat Genie Defizite bei einfachen grammatischen Aufgaben (z. B. Verwenden von Singular und Plural).
Ihr Wortschatz entwickelt sich im Gegensatz dazu recht gut. In ihrer 2-Wortphase hat sie einen Wortschatz von 200 Wörtern. Bei normalem Spracherwerb hat ein Kind in dieser Phase einen Wortschatz von ca. 50 Wörtern.
Isabelle war zusammen mit ihrer tauben Mutter in einem abgedunkelten Raum gefangen gehalten worden. Bei ihrer Entdeckung im Alter von sechs Jahren konnte Isabelle nicht sprechen, hatte jedoch gelernt mit ihrer Mutter durch Gesten zu kommunizieren. Isabelles sprachliche Entwicklung verlief in der gleichen Reihenfolge wie die eines normalen Kindes, jedoch schneller. Zwei Monate nachdem Isabelle das erste Wort gesprochen hatte, lernte sie Sätze zu bilden. Weitere neun Monate später war sie bereits in der Lage, eine Geschichte zu erzählen. Mit achteinhalb Jahren war sie so weit entwickelt, wie ein normales Kind ihres Alters.

### Sprachliche Deprivation gehörloser Kinder
Von Geburt an gehörlose Kinder wachsen in auditiver Deprivation auf, jedoch erlernen sie auf der visuell-motorischen Ebene eine ebenso komplexe Sprache wie hörende Kinder, die Gebärdensprache. Durch die Möglichkeiten, die ein Cochlea-Implantat bietet, wurde gehörlosen Kindern, die jahrelang in auditiver Deprivation gelebt haben, ein Höreindruck gegeben. Der Höreindruck ist jedoch anders als Hören mit gesunden Ohren. Die lautsprachliche Sprache entwickelt sich in solchen Fällen nur äußerst langsam und unvollständig, ähnlich wie bei Kindern, die in extremer sprachlicher Deprivation aufgewachsen sind. Eine für die Kinder barrierefrei zugängliche Sprache, also die jeweilige Gebärdensprache des Landes, ermöglicht gehörlosen Kindern eine altersgemäße sprachliche Entwicklung. Der Zugang zu einer Gebärdensprache hängt davon ab, ob Bezugspersonen des Kindes diese beherrschen. Gehörlose Kinder, denen eine Gebärdensprache vorenthalten wird, leiden unter sprachlicher Deprivation.